# Orde de Monreal
L'Orden de Sant Salvador de Monreal fou un orde militar o militia Christi creada per Alfons I d'Aragó en 1124 a Monreal del Campo, per lluitar contra els musulmans a la frontera d'Aragó i obrir una ruta marítima cap a Terra Santa. En 1136 s'uneix a la Confraria de Belchite i forma la Militia Caesaraugustana, i en 1143 s'integra a l'Orde del Temple, desapareixent definitivament.

## Història
Fundada per Alfons el Bataller, només dos anys després de la Confraria de Belchite, amb característiques similars a les dels ordes fundats llavors a Terra Santa. L'objectiu era doble: lluitar contra els musulmans a les fronteres d'Aragó, i obrir un camí cap a la costa i assegurar una ruta marítima per anar a Terra Santa.
Els privilegis dels membres eren similars als dels de la Confraria de Belchite. La seu fou la nova població, fundada en 1124, de Monreal (província de Terol).
En 1136, arran de la derrota de Fraga i la mort del rei fundador, Alfons VII de Lleó uneix l'orde amb la de Belchite, donant el castell de Belchite a l'orde de Monreal: des de llavors les escasses mencions a l'orde la designen com a o Militia Caesaraugustana (orde militar saragossana).
Finalment, la Militia Christi Caesaugustana, per acord de Ramon Berenguer IV de Barcelona, senyor d'Aragó, a la Concòrdia de Girona de 27 de novembre de 1143, s'integrà a l'Orde del Temple; la integració fou ratificada amb una butlla d'Eugeni III el 30 de març de 1150.